# Brad Leithauser
Brad E. Leithauser (* 27. Februar 1953) ist ein US-amerikanischer Schriftsteller, Lyriker und Hochschullehrer. Nach einer Tätigkeit als Lecturer für Geisteswissenschaften am Mount Holyoke College und Gastprofessuren im Rahmen des MFA Program for Poets & Writers an der University of Massachusetts Amherst hat er eine Professur an der Johns Hopkins University inne und leitet Seminare für Creative Writing.

## Leben und Werk
Leithauser wurde 1953 in Detroit geboren.
Er hat die Cranbrook Kingswood School in Bloomfield Hills in Michigan besucht und am Harvard College und an der Harvard Law School studiert.
Nach dem Studium arbeitete Leithauser drei Jahre lang als Research Fellow am Comparative Law Center in Kyoto, Japan.
Leithauser hat in Japan, Italien, England, Island und Frankreich gelebt.
Er ist mit der Lyrikerin Mary Jo Salter verheiratet, die ebenfalls eine Professur an der Johns-Hopkins-Universität innehat.
Leithausers Gedichte wurden in The New York Times, The New York Review of Books, Time und The New Yorker veröffentlicht.

## Auszeichnungen und Ehrungen
- Ingram Merrill Foundation Grant
- MacArthur Fellowship
- 1982 Guggenheim Fellowship[4]
- 2005 Ritter des Falkenordens (vom Präsidenten von Island verliehen)

## Werke

### Gedichtsammlungen
- Hundreds of Fireflies, Knopf, New York 1982, ISBN 978-0-394-74896-2
- Cats of the Temple, Knopf, New York 1986, ISBN 978-0-394-74152-9
- The Mail from Anywhere, Knopf, New York 1990, ISBN 978-0-394-58586-4
- The Odd Last Thing She Did, Alfred A. Knopf, New York 1998, ISBN 978-0-375-40141-1
- Lettered creatures: light verse. David R. Godine Publisher, 2004, ISBN 978-1-56792-275-2 (englisch, google.com).
- Curves and Angles. Random House Digital, Inc., 2006, ISBN 978-0-307-26528-9 (englisch, google.com).
- Toad to a Nightingale. David R. Godine Publisher, 2007, ISBN 978-1-56792-341-4 (englisch, google.com).

### Romane
- Equal Distance, Knopf, New York 1985; New American Library, 1986, ISBN 978-0-452-25818-1
- Hence, Knopf, New York 1989
- Seaward, Knopf, New York 1993
- The Friends of Freeland, A.A. Knopf, New York 1997, ISBN 978-0-679-45083-2
- Knopf (Hrsg.): A Few Corrections. Random House Digital, Inc., New York 2001, ISBN 978-0-375-72558-6 (englisch, google.com).
- Darlington's Fall: A Novel in Verse, Alfred A. Knopf, New York 2002, ISBN 978-0-375-41148-9
- The Art Student's War Random House Digital, Inc., 2009, ISBN 978-0-307-27111-2

### Essays
- Penchants and Places, A.A. Knopf, New York 1995

### Sachbücher
- Rhyme’s Rooms: The Architecture of Poetry. Alfred A. Knopf, New York 2022, ISBN 978-0-525-65505-3.

### Als Herausgeber
- The Norton Book of Ghost Stories, W. W. Norton & Company, New York  1994, ISBN 0-393-03564-6

### Anthologien
- Katharine Washburn, John F. Thornton (Hrsg.): Dumbing down: essays on the strip mining of American culture. W. W. Norton & Company, 1997, ISBN 978-0-393-31723-7, The Saving Minutes (englisch, google.com).